# Octobre 2009 en sport
Pour un article plus général, voir 2009 en sport.

## Principaux rendez-vous
- 26 septembre au 9 octobre : Championnat du monde masculin de rink hockey juniors 2009 à Bassano del Grappa (Italie).
- 30 septembre au 8 octobre : Championnats du monde d'escrime 2009.
- 2 au 4 octobre : Rallye de Catalogne 2009.
- 4 octobre : Grand Prix automobile du Japon 2009.
- 4 octobre : Grand Prix moto du Portugal 2009.
- 8 au 23 octobre : Première édition de la Ligue des champions de Twenty20.
- 10 octobre : finale de la Super League.
- 10 et 14 octobre : Tour préliminaire de la coupe du monde de football 2010.
- 10 au 18 octobre : Masters de Shanghai 2009.
- 11 octobre : Championnats du monde de semi-marathon 2009.
- 13 au 18 octobre : Championnats du monde de gymnastique artistique 2009 à Londres.
- 17 octobre : Tour de Lombardie 2009.
- 18 octobre : Grand Prix automobile du Brésil 2009.
- 18 octobre : Grand Prix moto d'Australie 2009.
- 23 au 25 octobre : 2e manche de la Coupe du monde de natation 2009.
- 23 octobre au 14 novembre 2009 : Tournoi des Quatre Nations 2009.
- 25 octobre :
  - Première manche de la Coupe du monde de ski alpin 2009-2010.
  - Grand Prix moto de Malaisie 2009.
- 26 au 31 octobre : Championnat d'Europe féminin de rink hockey 2009 à Saint-Omer.
- 29 au 31 octobre : Rallye international du Valais.

- 4 octobre : Hell in a Cell (2009), PPV de la World Wrestling Entertainment

## Chronologie

### Jeudi1eroctobre 2009
- France : La Fédération française de football (FFF) et la société Sportfive sont condamnées à une amende respective de 0,9 et 6 millions d'euros par l'Autorité de la concurrence « pour s'être entendues afin d'éliminer toute concurrence dans la commercialisation des droits marketing de l'équipe de France et de la Coupe de France » entre 1985 et 2002[1].

### Vendredi2 octobre 2009
- France : La secrétaire d’État aux sports Rama Yade et Frédéric Thiriez, président de la Ligue de football professionnel, présentent trois mesures « urgentes » pour lutter contre la violence dans les stades de football. Elle souhaite créer une cellule nationale de prévention, recenser les « bonnes pratiques » des clubs et bâtir une coordination des supporteurs[2].

### Dimanche4 octobre 2009
- Water-polo : à Montpellier, le Cercle des nageurs de Marseille gagne la coupe de France en finale contre le Dauphins FC Sète.

### Mercredi7 octobre 2009
- Escrime : La France est sacrée championne du monde à l'épée messieurs par équipes après avoir battu la Hongrie (45-41), lors des Championnats du monde à Antalya.

### Mercredi14 octobre 2009
- Annonce du parcours du Tour de France 2010[3].

### Dimanche25 octobre 2009
- Sébastien Loeb gagne son 6e Championnat du monde des rallyes[4].

## Décès
- Franck Vandenbroucke le 12 octobre 2009 au Sénégal à l'âge de 34 ans.
- Lou Albano le 14 octobre 2009 à l'âge de 76 ans.